# Юпатов Олександр Володимирович
Олександр Юпатов (англ. Alexander iUpatov; 19 грудня 1991, Чита) — український співак (тенор), фотомодель, фіналіст шоу «X-Фактор».

## Життєпис

### Дитинство
Олександр народився в Читі на сході Росії в родині Володимира Юпатова — військовослужбовця і Тетяни Колядко, але через півроку після народження Олександра сім'я повернулася в Україну до родичів по батьківській лінії і влаштувалася в Києві. Про ранні роки співака відомо, що Олександр був дитиною зі слабким здоров'ям і хворів на бронхіальну астму. Батькам доводилося часто відвідувати лікарні щоб вилікувати недугу сина. За словами Олександра йому довелося відм відмовитись від стероїдних інгаляторів і не звертаючи увагу на задуху грати у футбол з іншими дітьми в молодшій школі. У перше співак познайомився зі світом класичної музики завдяки пластинок батька, а саме перший класичний композитор який справив на нього враження був П. І. Чайковський.
Також на прагнення Олександра вплинув його дідусь — Юпатов Євген Федорович, який співав і грав на гітарі, виступав у студентські роки. Також Олександр є вегетаріанцем і захоплюється західною філософією.

### Освіта
В музичну школу на вокальне відділення у віці 16 років хлопця не взяли, стверджуючи що юнак на жаль не має музичного слуху. До вступу в університет, хлопець займався вокалом і гітарою сам з допомогою онлайн уроків на YouTube. Вступив 2008 року в Київський національний торговельно-економічний університет на факультет економіки менеджменту і права. На змаганнях дебюту першокурсника познайомився з українською співачкою Дариною Ковтун, яка чистотою і світлістю свого вокалу надихнула Сашу на освоєння правильної, академічної техніки вокалу. Перші професійні уроки вокалу співак отримав від хормейстера Оксани Синенко, яка побачила у хлопці потенціал. Співак захопився хоровою музикою і займаючись з Оксаною вперше вийшов на сцену, а згодом став солістом хору КНТЕУ. З колективом молодий чоловік виступав на різноманітних хорових фестивалях у різних містах України, Франції, Фінляндії.
Також співак вчився сценічної майстерності у театрі-студії імпровізації «Чорний квадрат», брав приватні уроки вокалу та фортепіано у різних педагогів. За словами Олександра педагогом відкрив його індивідуальність і особливість голосу стала співачка Айна Вільберг, в якої донині[джерело?] Саша бере уроки.

### Кар'єра і творчість
У 2010 році співак потрапив на прослуховування в альтернативний прог-рок гурт під назвою United Universe. Учасникам сподобався вокал Олександра і гурт прийняв його до себе. Колектив активно почав репетирувати і записувати нові пісні, написані відомим аранжувальником і учасником гурту Дмитром Радченком. Також Олександр брав уроки гри на гітарі у гітариста проєкту Олексія Готового. Гурт виступав у різних клубах Києва, але не викликав великий інтерес у публіки[джерело не вказане 2517 днів] і проєкт 2013 року зупинив свою діяльність.
У той же час артист закінчував магістратуру КНТЕУ, і йому запропонували перший модельний контракт у Китаї від модельного агентства Linea 12.

### Участь у проєкті «X-Фактор»
Перший телевізійний дебют Олександра відбувся на сьомому сезоні шоу «X-Фактор». Юнак виконав арію Nessun Dorma із опери Турандот. Виступ високо оцінив суддя проєкту Андрій Данилко натиснувши «Золоту Кнопку Х-Фактор» що дало право хлопцю пройти у фінальний етап без тренувального табору.
Свій вибір Андрій Данилко пояснив тим, що у виступі Олександра Юпатова було те, чого не було у більшості учасників кастингу — магії.
|                   | Поєднання голосу, матеріалу і нетиповою для цього музичного стилю зовнішності було виграшним. У мене був телемонітор, на якому мені було добре видно, як Олександр виглядає в кадрі, великі плани. Тому багато людей, що сиділи в залі, спочатку не зрозуміли мій вибір, але повністю погодилися зі мною після того, як побачили його виступ по телевізору, — каже суддя шоу «X-Фактор». — Як тільки в жанрі академічного вокалу працює не той чоловік, відразу виходить нудно або пішло. Так само, до речі, і в гумористичному жанрі. У випадку з цим виступом Олександра все співпало найкращим чином» |
| — Андрій Данилко, | |

На фінальному етапі перед прямими ефірами Олександр виконав Аве Марія Баха-Гуно і пройшов у прямі ефіри.
На першому й останньому своєму прямому ефірі співак виконав композицію гурту Queen — I Want to Break Free. Цей виступ був провальним і глядачі недостатньо підтримали у голосуванні юнака.
За словами Олександра[джерело?], він хотів виконати на першому ефірі твір що пасував би його класичному вокалу, але жага до сценічних експериментів і бажання усім показати «іншого Олександра» закінчилися фіаско без права на останню пісню «за життя».

### Подальша кар'єра та творчість
Одразу після шоу Олександр записує дуетну пісню із автором пісень та другом Айною Вільберг під назвою «Наречена». Незабаром у липні виходить відеокліп на «Наречену», головним продюсером та режисером була сама співачка Айна Вільберг. За словами автора головною ідея пісні стало показати різницю світоглядів між протилежними статями, відсутність розуміння між жінками і чоловіками у фантасмагоричних образах сплячої героїні. Олександр відкривав Віденський Бал у Києві із піснею Canto della Terra із оркестром «Київ — Классік» під керівництвом маестро Германом Макаренко та за його словами він вирішив після цього балу завершити свою співацьку кар'єру у Китаї.